# 劉棻
劉棻（？—？），西漢經學家劉歆之子。
王莽時為侍中，封隆威侯。劉歆令棻從揚雄學作奇字。劉棻擅自造作符命，與劉泳、丁隆、甄尋皆被王莽殺害，揚雄亦受到牽連，跳樓幾死。
劉棻死後，王莽欲仿行虞舜故事，將三人屍首載入驛車，劉棻被置幽州（今河北、遼寧一帶），又放甄尋至三危，殛丁隆至羽山，號為三凶。